# Jean II de Bade
Jean de Bade (né en 1434 au Château de Hohenbaden ; mort le 9 février 1503 à Ehrenbreitstein) est un prince badois, margrave (titulaire), archevêque et prince-électeur de Trèves sous le nom de Jean II de Bade de 1456 jusqu'à sa mort en 1503.

## Biographie

### Origine et élection
Troisième enfant du Margrave Jacques Ier de Bade et de Catherine de Lorraine, il reçoit une éducation religieuse stricte du fait qu'il est destiné au service de l'Église. En effet, hormis les deux fils aînés, Charles et Bernard avec leur sœur Marguerite, tous les frères et sœurs étaient destinés par leur père à la carrière ecclésiastique, donc Jean est destiné à Trèves, avec laquelle il a des liens par sa mère lorraine. Avec ses frères plus jeunes, Georges et Marc, il étudie la théologie de 1452 à 1456 à Erfurt, Pavie et Cologne. Le 21 juin 1456, Jean, âgé de 22 ans, est élu archevêque de Trèves, sous le nom de Jean II de Bade après quelques tours d'élection sans résultat. Le pape Calixte III le confirme le 25 octobre 1456 comme administrateur du diocèse, puisqu'il n'avait pas encore l'âge canonique de 35 ans pour recevoir l'ordination épiscopale ; c'est en 1465, au château de Saarburg (de) qu'il est ordonné des mains d'Hubert Yffz (de Rommersdorf), évêque auxiliaire de Trèves, en la présence des évêques de Metz (son frère Georges de Bade) et de Worms (Reinhard de Sickingen (de)).

### Aléas politiques
En 1459, Thierry d'Isembourg est élu archevêque de Mayence avec une courte majorité de préférence à Adolphe de Nassau, mais il n'est pas confirmé par le pape Pie II. S'ensuit le conflit ecclésiastique de Mayence, qui dégénère en guerre entre Badois et Palatins. Jean est pris dans la tourmente, avec ses frères, du côté d'Adolphe de Nassau.

### Réforme bénédictine
Jean chercha à réunir les monastères bénédictins autour de la réforme de leur ordre (Congrégation de Bursfelde) et envoya en 1469 le prieur du monastère Sancta Maria ad Martyres de Trèves, Johann Fart (de), comme abbé réformateur à l'Abbaye de Maria Laach. Il s'opposait ainsi à son confrère Robert du Palatinat qui avait prévu une autre personne à cet effet.

### Université de Trèves
C'est pendant son épiscopat que prend place, le 16 mars 1473 l'ouverture tant attendue de l'Université de Trèves, avec des facultés de Théologie, Philosophie, Médecine et Droit.

### Rayonnement dans l'Empire
En 1477, c'est lui qui célèbre les noces de Maximilien de Habsbourg et de Marie de Bourgogne.
En 1488 il mène une guerre féodale contre "Wünnenberg" (Winneburg (de)) et "Bielstein" (Beilstein) ; puis en 1497, il assiège la ville de Boppard avec 12 000 hommes, parce qu'elle désirait retrouver le statut de Ville libre d'Empire.

### Son successeur
À partir de 1499/1500 son petit-neveu, Jacques de Bade (de) est nommé coadjuteur avec droit de succession (en latin : coadiutor cum iure successionis) et c'est lui qui gère les affaires à partir de 1501. Après près de 47 ans de service (46 ans, six mois et 18 jours) Jean meurt en 1503 à Ehrenbreitstein et est enterré en sa cathédrale, dans un somptueux monument funéraire qu'il avait fait construire de son vivant.

## Source de la traduction
- (de) Cet article est partiellement ou en totalité issu de l’article de Wikipédia en allemand intitulé « Johann II. von Baden » (voir la liste des auteurs).